# رونالد ساندرسون
رونالد ساندرسون (انگلیسی: Ronald Sanderson; ۱۱ دسامبر ۱۸۷۶ – ۱۷ آوریل ۱۹۱۸) قایقران روئینگ اهل پادشاهی متحد بریتانیای کبیر و ایرلند بود.